# Feldmaršal (Združeno kraljestvo)
Feldmaršal (izvirno angleško Field Marshal) je najvišji vojaški čin Britanske kopenske vojske in je po navadi podeljen le za vojne zasluge. Kot petzvezdni čin je nadrejen činu general. Natova oznaka čina je OF-10; enakovreden je činu admirala flote v Kraljevi vojni mornarici in maršal Kraljevega vojnega letalstva. Kraljevi marinci nimajo enakovrednega čina, kljub temu da Generalkapitan Kraljevih marincev uporablja isto oznako čina kot feldmaršal.
Oznaka čina feldmaršala je sestavljena iz dveh prekrižanih batonov (maršalskih palic), ki sta obkrožena z vencem hrastovih listov, nad vsem pa se nahaja krona.
Položaj maršala je v Angliji bil v uporabi že vse od 12. stoletja, medtem ko je čin feldmaršala ustanovil šele kralj Jurij II. Britanski. Prvi feldmaršal je leta 1736 postal George Hamilton. 15 let je bil naziv čina skrajšan samo na maršal.
V začetku 20. stoletja se je vzpostavila tradicija, da je bil načelnik Imperialnega generalštaba feldmaršal; feldmaršali so potem vse do 90. let 20. stoletja zadeli tudi položaj načelnika Obrambnega štaba.
Današnja praksa narekuje, da se čin feldmaršala podeljuje samo za zasluge v vojnem času, tako da je bil v čin feldmaršala zadnji povišan Peter Inge. Člani britanske kraljeve družine in nekateri drugi visoki častniki so še vedno upravičeni do povišanja, a do danes nihče še ni bil. Čin feldmaršala je edini čin Britanske kopenske vojske, s katerim se vojak nikoli ne upokoji, saj je dosmrtni čin.
Iz trenutnih članov britanske kraljeve družine čin feldmaršala nosita princa Filip Edinburški ter Edvard Kentski.